# Helwigova mapa Slezska

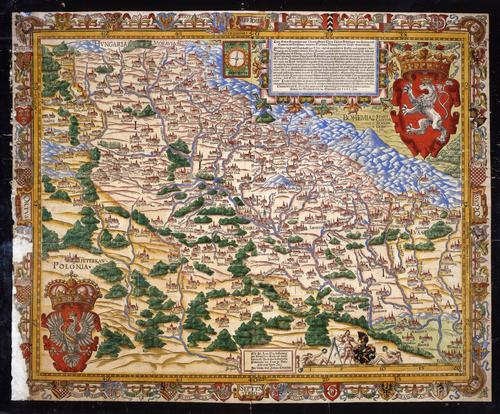
Jiné vydání Helwigovy mapy Slezska

Helwigova mapa je první velkou samostatnou mapou Slezska, kterou vydal v roce 1561 učenec a pedagog magistr Martin Helwig. Po 3 letech práce byla mapa vyřezána do 12 tiskových desek. Celkem je ale čtyřlistová, na každou mapovou čtvrtku připadly 3 tiskové desky. Všechny pravděpodobně vyřezal H. Kron a mapu vytiskl Johann Creutzig v Nise.
Mapa se dočkala řady vydání. V současné době známe vydání z roku 1561, 1605, 1612, 1627, 1642, 1685, 1738, 1745, 1746, 1765, 1776, 1776, 1778, 1889. Celkem tedy 14. Po dlouhou dobu byla jedinou mapou svého druhu zobrazující toto území. Byla mnohokrát publikována v atlasech a stala se vzorem pro řadu odvozenin. Originál mapy se nedochoval. Kopií Helwigovy mapy je několik, mezi nejvýznamnější patří kopie, kterou do svého díla Theatrum orbis terrarum začlenil Abraham Ortelius, další známé kopie jsou od Gerharda de Joda a Gerharda Mercatora.
Helwigova mapa je zajímavá také z hlediska ochrany autorských práv. Helwig si při audienci na Pražském hradě v roce 1561 vymohl u císaře Ferdinanda I. Habsburského nejen imprimatur (povolení k tisku), ale také opatření, které zajišťovalo konfiskaci nelegálních kopií a také pokutu ve výši deseti hřiven zlata. Tato pokuta byla pak rovnoměrně rozdělena mezi autora a panovníka. Pravděpodobně šlo o první ochranu autorských práv v dějinách kartografie.

## Charakteristika a obsah mapy
Mapa zobrazuje celé Slezsko a Kladsko, větší část Dolní a Horní Lužice, část Braniborska, Polska, Slovenska (Uher), Moravy a Čech. Vnitřní mapový rám ohraničuje území 49° 36‘ – 52° 26‘ severní šířky, 37° 14‘ – 42° 52‘ východní délky (od Ferra) na jižním rámu mapy a 37° 6‘ – 42° 56‘ východní délky (od Ferra) na severním rámu mapy. Přibližné měřítko mapy je 1 : 550 000. Mapa má jižní orientaci, jelikož autor chtěl, aby horní Slezsko bylo v mapě nahoře a Dolní Slezsko dole, a aby ústřední řeka Odra tekla shora dolů.
Dílo je ohraničeno bohatě zdobeným vnějším mapovým rámem, který nemá pouze dekorativní význam, ale přibližuje také slezskou heraldiku. Vnitřní rám zachycuje geografickou sít složenou z řady obdélníčků odpovídajících 2‘ zeměpisné délky či šířky.
V prostoru mapy jsou rozmístěny tři kartuše. Největší navazuje na vnitřní stranu horního vnitřního rámu. Tato kartuše obsahovala věnování Mikuláši II. Rehdigerovi (významný vratislavský patricij, rada, komoří a později i zemský hejtman vratislavského knížectví, který podporoval vznik mapy), později jiné texty nebo titul mapy. V menší kartuši v dolní části mapy bylo uvedeno upozornění na císařské privilegium a místo vydání mapy (v Nise u Johanna Creutziga), v dalších letech zde byly umisťovány údaje o vydavatelích a tiskařích. V nejmenší kartuši je umístěn kompas.
Významný prvek mapy tvoří také grafické měřítko, které najdeme v pravé spodní části mapy. Jedná se o přímkové měřítko, které zachycuje dvacet blíže nespecifikovaných mil.
Prostor okolo mapové kresby dotváří dva velké bohatě zdobené znaky. V právem horním rohu je to český lev, v levém dolním polská orlice.
Mapa je bohatě kolorovaná. Lesy jsou vybarveny zelenou barvou, řeky modrou a horstva jsou v hnědých a zelených odstínech. Sídla jsou zvýrazněna červenou a žlutou barvou. Výrazné kolorovaní je použito i pro okolní kresby a kartuše.
Vlastní mapa obsahuje reliéf, vodstvo, sídla, porosty a popis.
Pro znázornění reliéfu byla použita tzv. kopečková metoda. Výslednou plasticitu reliéfu dotváří vykreslení stínů na severovýchodních svazích. Zvláštností spojenou s reliéfem je kresba vzpřímené kozlí postavy s parožím, ocasem a silnou holí vyobrazující Krakonoše (Rübenczal) umístěná nedaleko zřetelně zvýrazněné Sněžky.
Mapa zobrazuje celkem 42 vodních toků s názvem a 12 vodních toků bez názvu, nebo s názvem nesprávným. Jsou zde zakresleny pouze vody tekoucí. Všechny jsou vykresleny jako dvojčaré a vložené proudnice naznačují vydatnost toku.
Sídla na mapě jsou rozdělena do čtyř skupin: Stadt – město, Closter – klášter, Schlos – zámek a Dorf – vesnice. Helwig pro jejich rozlišení sestavil mapovou legendu tvořenou 4 grafickými symboly a k nim zprava připojenými jednoslovnými vysvětlivkami v německém jazyce. Legenda se nachází v jihovýchodní části mapy v blízkosti Sněžky. Každé sídlo je v mapě vyznačeno příslušnou značkou, která je dotvořena schematickou kresbičkou sídla. Názvy sídel jsou zpravidla německé. Celkem je v mapě 327 sídel. Z toho je 254 měst, 17 klášterů, 29 zámků a 27 vesnic.
Porosty jsou znázorněny kresbou listnatých lesů, jejich umístění na mapě nelze považovat za jednoznačně věrohodné.
Na mapě převažuje názvosloví německé, ale můžeme zde najít i texty latinské. Mapa obsahuje ještě dvě zajímavosti: zákres nejstarší školy ve Slezsku včetně data jejího založení a obrázky chmelnic u města Hlivec.

## Martin Helwig
Martin Helwig se narodil v Nise 5. listopadu 1516. Studoval na katolické škole, ale později se stal zastáncem Lutherova učení. Od roku 1552 působil jako kantor ve škole Máří Magdalény ve Vratislavi, kde byl posledních 14 let svého života rektorem. Zemřel 26. ledna 1574.
Zabýval se astronomií a tvorbou horoskopů (které sestavil pro všech svých 8 dětí), ale pedagogika byla pro jeho život rozhodující. S jeho pedagogickými zájmy souvisí i zájem o kartografii, jelikož považoval za nezbytné, aby studenti pro pochopení dalších souvislostí znali svou zemi. Mezi jeho další díla patří např. latinský popis Slezska a mapa starověké Itálie.